# 최지희 (1991년생 배우)
최지희(1991년 2월 5일 ~ )는 대한민국의 영화 배우이다. 2014년 명지대학교 문헌정보학과를 졸업하였고, 2018년 데뷔했다. 종교는 기독교이다.

## 출연작

### 영화
- 2020년 《침입자》 엘리베이터 가족 역
- 2019년 《나쁜 녀석들: 더 무비》 유니폼녀 역
- 2019년 《기방도령》 연풍각 손님 역
- 2018년 《창궐》 야귀 역

### 드라마
- 2020년 《가두리횟집》
- 2019년 《러브버즈 (Love Buzz)》
- 2018년 《뷰티 인사이드》

## 학력
- 1997년 ~ 2003년 학성초등학교 (졸업)
- 2003년 ~ 2006년 울산여자중학교 (졸업)
- 2006년 ~ 2009년 문현고등학교 (졸업)
- 2009년 ~ 2014년 명지대학교 문헌정보학과 (졸업)